# Kouty (Třebíč)
Kouty (in tedesco Kouty) è un comune della Repubblica Ceca facente parte del distretto di Třebíč, nella regione di Vysočina.